# U-Bahnhof Podbielskiallee

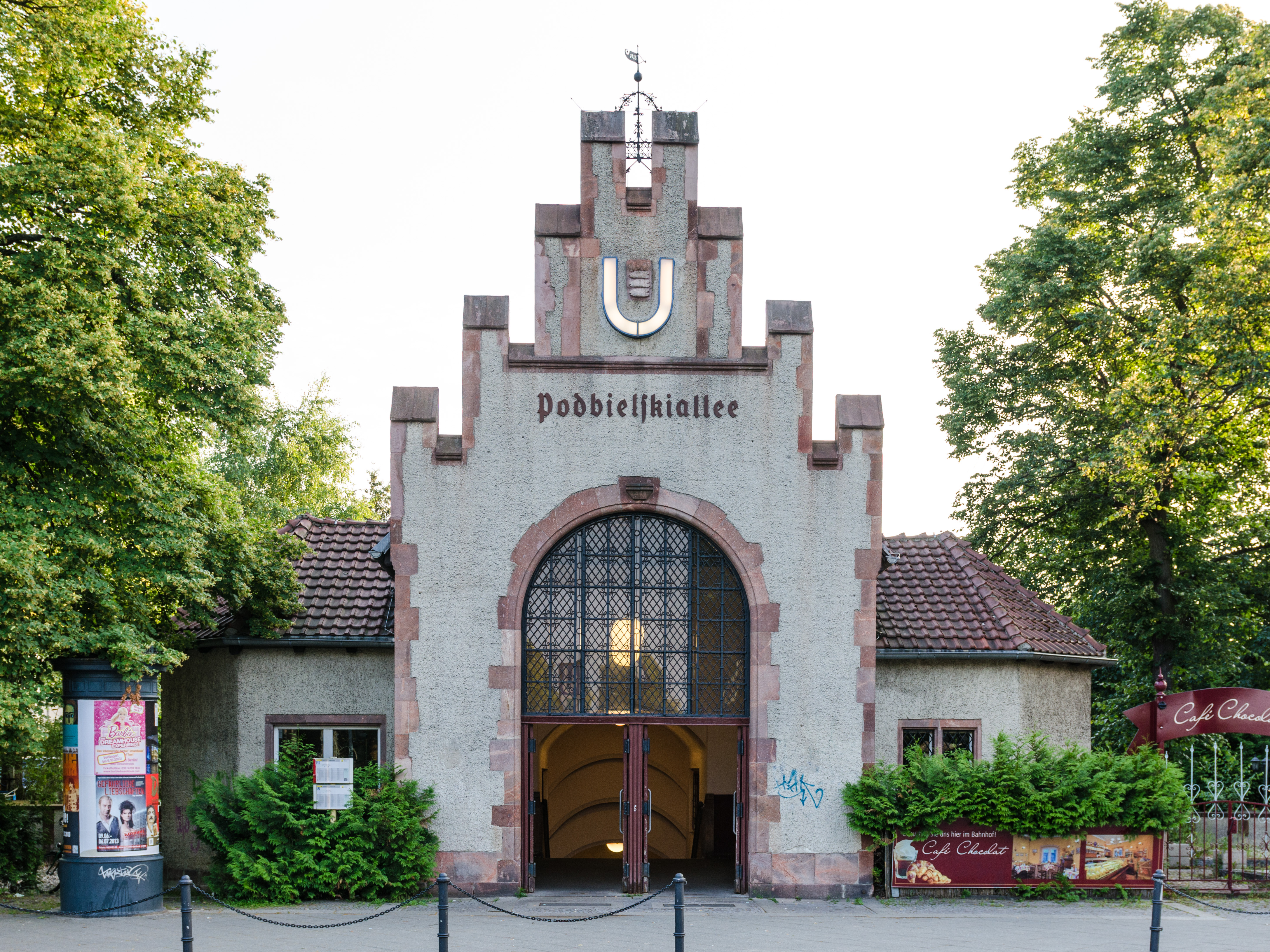
Bahnhofsgebäude

Der U-Bahnhof Podbielskiallee ist ein U-Bahnhof der Linie U3 der Berliner U-Bahn im Ortsteil Dahlem des Bezirks Steglitz-Zehlendorf. Wie die anderen Bahnhöfe der Wilmersdorf-Dahlemer-Schnellbahn ging er am 12. Oktober 1913 in Betrieb. Der Bahnhof und die vorbeiführende Straße sind nach dem preußischen General Victor von Podbielski benannt. Der erste der Dahlemer U-Bahnhöfe markiert den Übergang von der Untergrund- zur Einschnittbahn. Der Bahnsteig ist als Mittelbahnsteig ausgeführt.

## Historie und Bauwerk

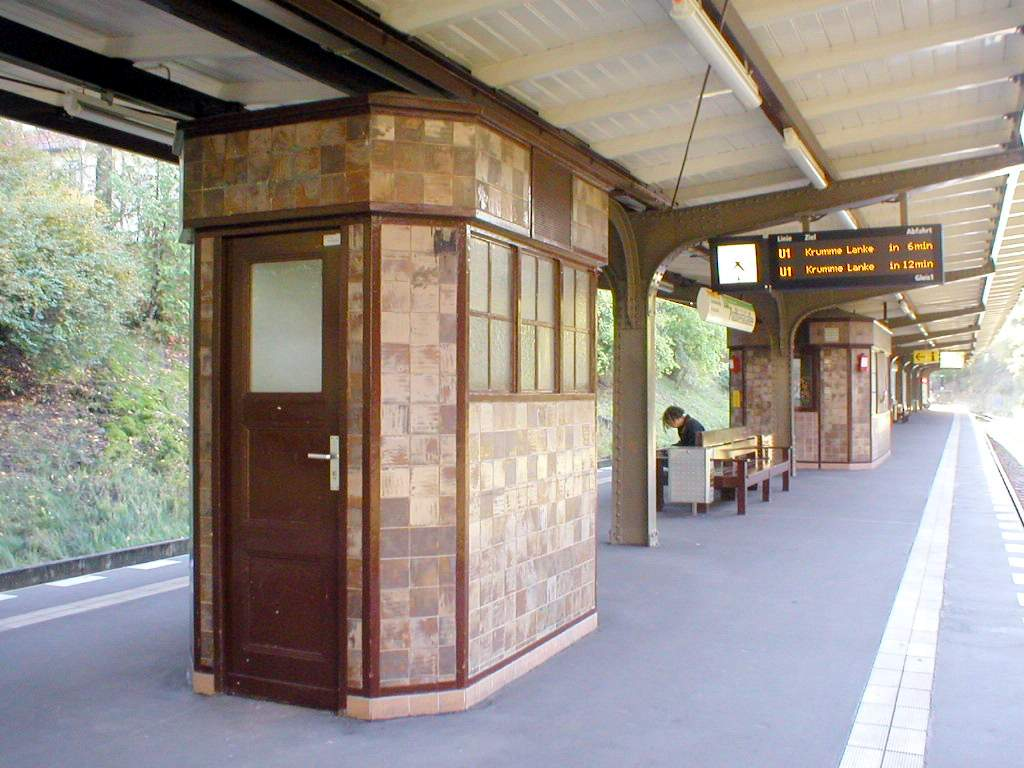
Bahnsteig

Der Bahnhof entstand im Rahmen des Baus der Wilmersdorf-Dahlemer-Untergrundbahn zwischen Wittenbergplatz und Thielplatz im Süden der Domäne Dahlem. Er diente somit ebenfalls der Erschließung der neu entstehenden Villen- und Landhauskolonie. In unmittelbarer Nähe befindet sich seit 1924 das Geheime Staatsarchiv Preußischer Kulturbesitz. Der Bahnhof wurde in den Jahren 1911 bis 1913 erbaut und von Heinrich Schweitzer gestaltet. 

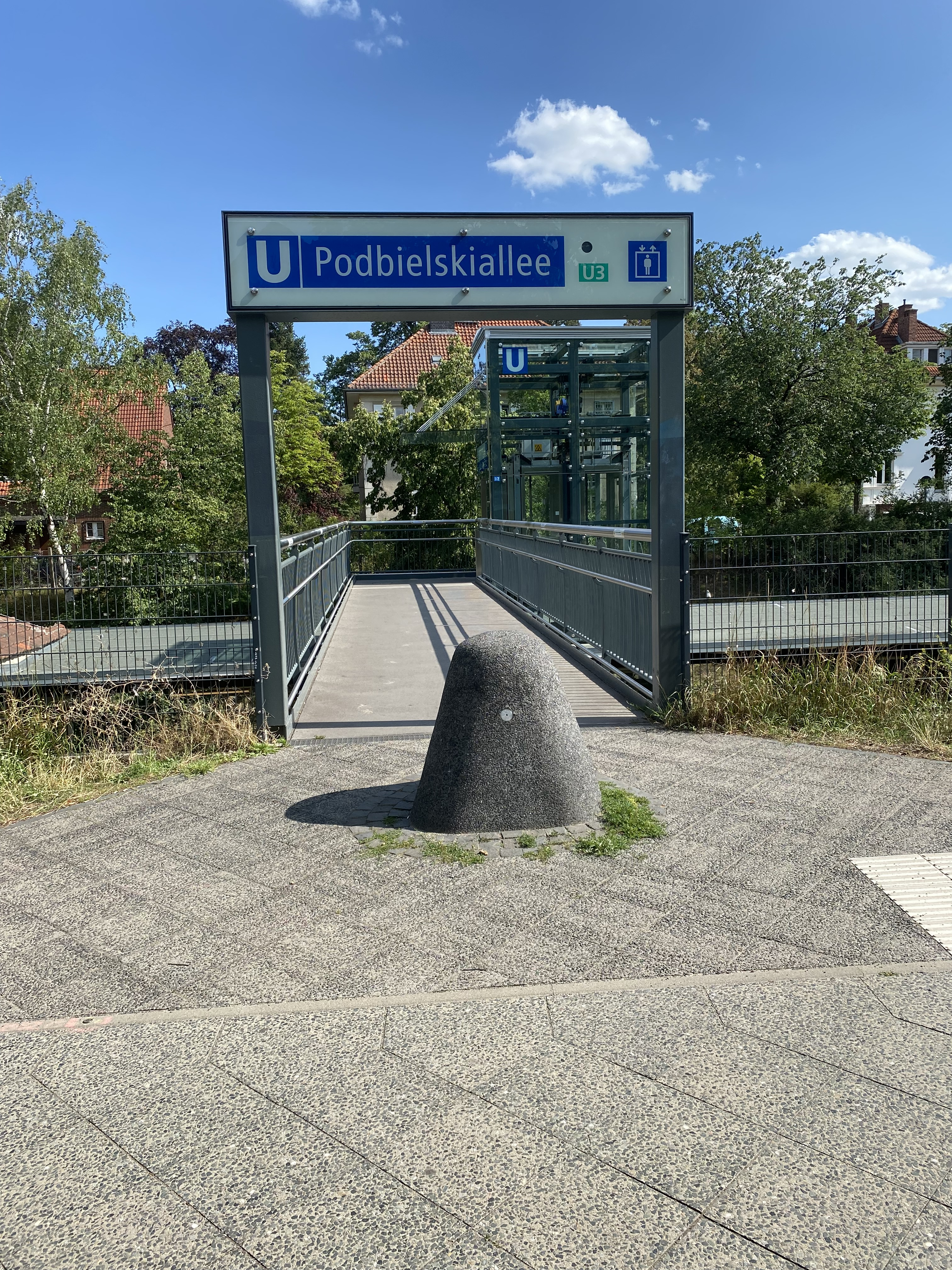
Barrierefreier Zugang

Schweitzer gestaltete das eingeschossige Bahnhofsgebäude mit zinnenbekrönten Stufengiebeln und zwei seitlichen Anbauten im Stil einer mittelalterlichen Burg. Er orientierte sich bei der Wahl der historisierenden Bauform an den zu Anfang des 20. Jahrhunderts entstandenen Bahnhöfen der S-Bahn wie dem 1902 eröffneten Bahnhof Berlin-Rahnsdorf. Das Gebäude war ursprünglich sandgelb, heute ist es hellbraun verputzt und mit rotem Sandstein geschmückt. Der Zugang zum Bahnhof erfolgt durch einen in der Mitte gelegenen Rundbogen mit hölzernen Türen und großen schmiedeeisern vergitterten Fenstern. Über dem Eingangstor ist der Bahnhofsname in Frakturschrift angebracht. Darüber befindet sich ein beleuchtetes ‚U‘, das das Wappen von Adolf Sommerfeld umschließt, der als Bauherr und Grundbesitzer den Bau der Dahlemer U-Bahn maßgeblich vorangetrieben hat.
Die Eingangshalle ist innen hell verputzt und asphaltiert. Die Decke ist als dunkle hölzerne trapezförmige Hallendecke ausgeführt. Im Treppenabgang finden sich seitliche Sandsteinsockel. Er wird durch Metallfenster mit farbiger Bleiverglasung erhellt. Die Treppendecke ist in Tonnenform ausgeführt und ebenfalls hell verputzt. Wie die weiteren südwestlich gelegenen Bahnhöfe wird auch dieser von einem nach innen geneigten Bitumen-Holzdach überdeckt, das auf genieteten Doppel-T-Stahlstützen mit Kragträgern ruht. 
Der Bahnhof wurde im Zweiten Weltkrieg erheblich zerstört, später aber weitgehend den ursprünglichen Plänen entsprechend wiederaufgebaut. Bahnsteig und Dachkonstruktion wurden nach dem Krieg in einfacherer Ausführung erweitert. Vom ursprünglichen Bauwerk haben sich zwei eiserne Betriebshäuschen sowie zwei Holzbänke erhalten.
Am 16. Oktober 2018 ging ein Aufzug in Betrieb, für den rund 1,7 Millionen Euro investiert wurden. Der Zugang erfolgt über einen Fußgängersteg. In diesem Zusammenhang wurde ein Teil des Daches erneuert und ein Blindenleitsystem eingebaut. Der Bahnhof ist damit barrierefrei zugänglich.

## Anbindung
| Linie | Verlauf |
| ----- | --- |
|       | Warschauer Straße – Schlesisches Tor – Görlitzer Bahnhof – Kottbusser Tor – Prinzenstraße – Hallesches Tor – Möckernbrücke – Gleisdreieck – Kurfürstenstraße – Nollendorfplatz – Wittenbergplatz – Augsburger Straße – Spichernstraße – Hohenzollernplatz – Fehrbelliner Platz – Heidelberger Platz – Rüdesheimer Platz – Breitenbachplatz – Podbielskiallee – Dahlem-Dorf – Freie Universität (Thielplatz) – Oskar-Helene-Heim – Onkel Toms Hütte – Krumme Lanke |

Am U-Bahnhof bestehen keine Umsteigemöglichkeiten zu anderen Linien des Berliner Nahverkehrs.